# Lagoa Salgada
Lagoa Salgada è un comune del Brasile nello Stato del Rio Grande do Norte, parte della mesoregione dell'Agreste Potiguar e della microregione dell'Agreste Potiguar.